# Arties

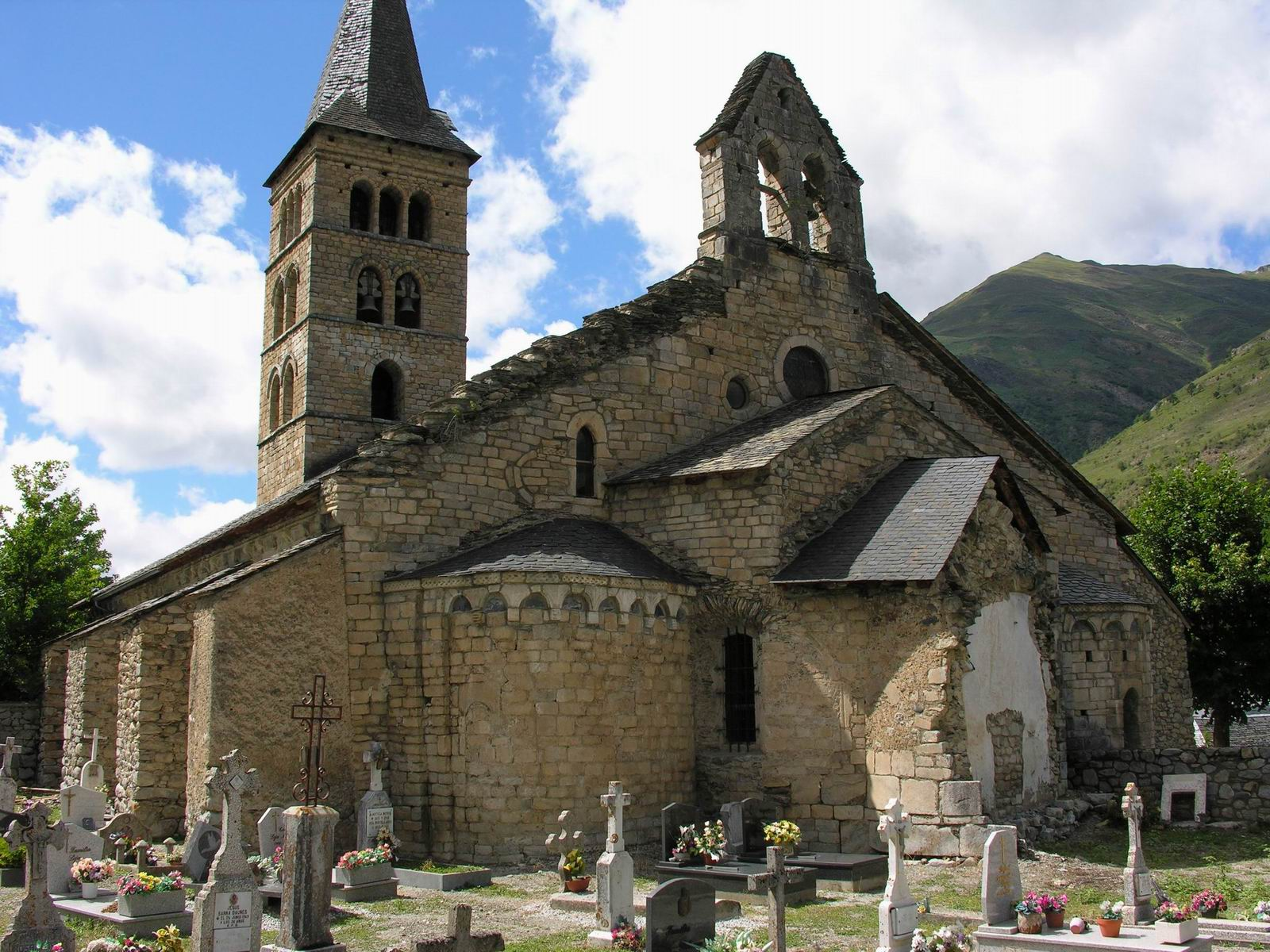
Vista de Santa Maria d'Arties

Arties és una entitat de població del municipi de Naut Aran, del terçó d'Arties e Garòs, a la comarca de la Vall d'Aran. És a la confluència entre el riu Garona i el seu afluent Valarties, a 1.144 metres d'altitud que prové de Valarties. El nom d'Arties és d'origen basc "artean" que significa "entre" o "en mig" probablement per la seva situació al mig del pla que formen la confluència del riu Garona i el riu de Valarties. L'any 2019 tenia 497 habitants censats. La vila compta amb una biblioteca pública, escola, hotels, comerç, i una àmplia oferta de restaurants i bars, així com de zona esportiva a l'aire lliure. L'entitat de població forma part de l'Inventari del Patrimoni Arquitectònic de Catalunya.

## Història

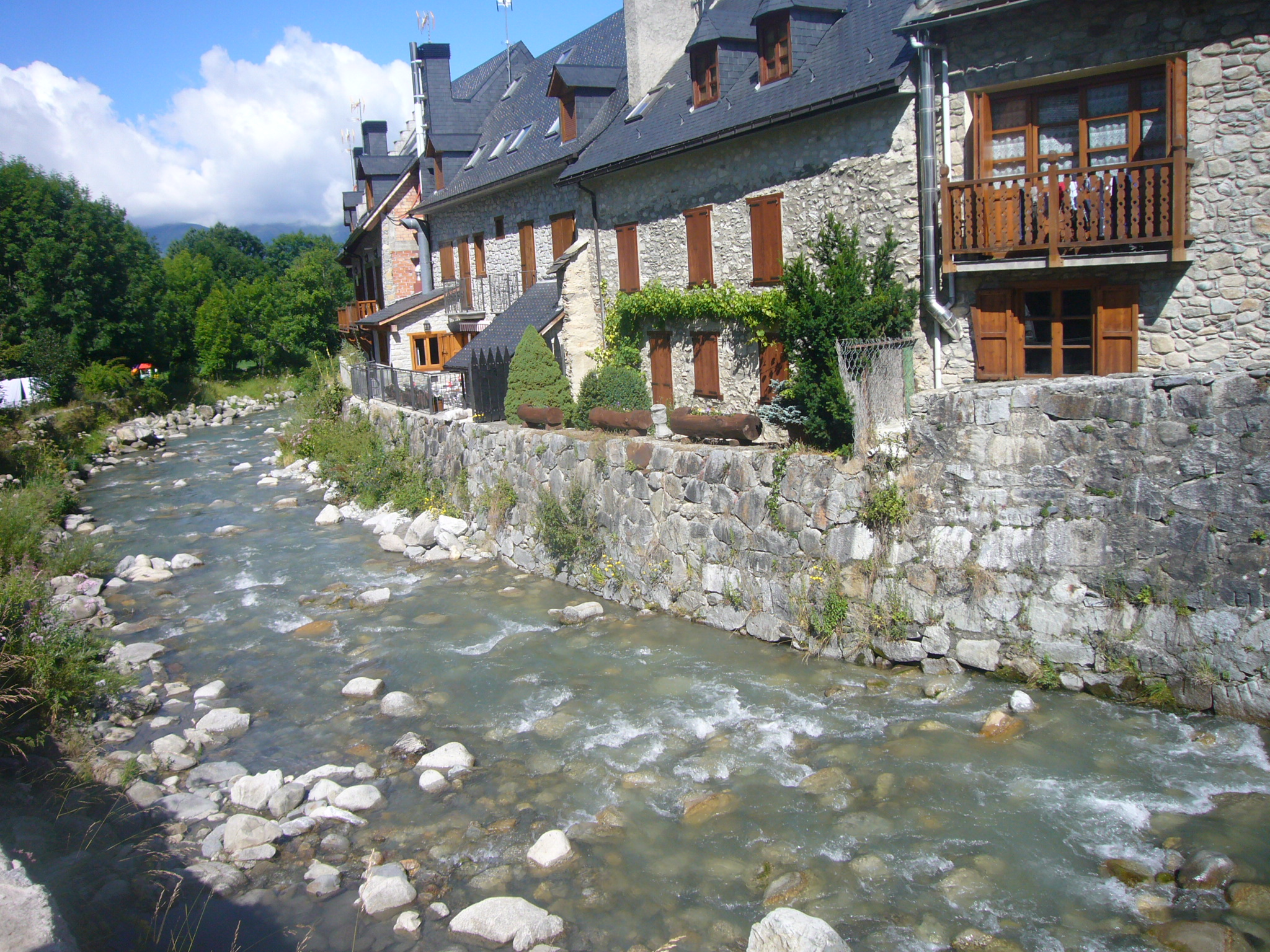
Riu Garona al seu pas per Arties

La vila d'Arties, cap de l'antic terme municipal d'Arties, fusionat el 1968 dins el nou terme d'Alt Aran, està situada a 1144 m d'altitud, a la confluència del riu de Valarties amb la Garona. La seva església parroquial de Santa Maria, declarada monument historicoartístic, formava part de l'antic castell d'Entransaigoes. És una construcció romànica dels segles XII-XIII. Entre els edificis de la vila destaquen la Casa des Portolà, actualment convertida en parador de turisme, la Casa Paulet, renaixentista (segle xvi), i, a la dreta de la Garona, a l'altre costat de la carretera, l'antiga església parroquial de Sant Joan, gòtica (segle XIV). A ponent de la vila, vora la Garona, hi ha els banys termals d'Arties, coneguts ja en època romana, com ho constaten diverses troballes arqueològiques.
El 2 de setembre de 1907 hi passaren els membres de la Missió arqueològico-jurídica a la ratlla d'Aragó, organitzada per l'Institut d'Estudis Catalans amb la missió de documentar patrimoni artístic català. L'equip estava format per Josep Puig i Cadafalch, Guillem Maria de Brocà i de Montagut, Josep Gudiol i Cunill, Josep Goday i Casals i Adolf Mas.
L'any 1955 la companyia Sociedad Productora de Fuerzas Motrices posà en funcionament la central hidroelèctrica d'Arties.

## Llocs d'interès
- Església romànica de Santa Maria d'Arties, monument històric-artístic dels segles xi al xiii, al centre antic del nucli.
- Glèisa de Sant Joan, Església gòtica de Sant Joan d'Arties, de principis del segle xiv, amb campanar octogonal. Actualment acull exposicions temporals.[4]
- Davant de l'església s'aixequen les restes del Castell d'Arties o Entrasaigües.
- Torre i capella de la casa dels Portolà, del segle xvi, que acull el Parador de Turisme Gaspar de Portolà.
- Banhs d'Arties, actualment abandonats, amb dues fonts d'aigües sulfuroses.

## Festes locals
- 24 de juny: Festa major, per Sant Joan.
- 25 de juny: Romeria a Sant Pelegrí
- 25 de juliol: Romeria a Sant Jaume